# 多重退火循环扩增法
多重退火循环扩增法 (英語：Multiple Annealing and Looping Based Amplification Cycles，缩写MALBAC) 是一种准线性的全基因组扩增方法。与非线性或指数的传统DNA扩增方法不同（在每个循环中，复制的DNA可以作为后续循环的模板），MALBAC利用特殊引物使扩增子具有互补末端以形成环状，防止DNA被指数复制。这导致仅扩增原始基因组DNA，因此减少了扩增偏差。 MALBAC“用于鸟枪法生成有重疊、涵盖大部分基因组的扩增子”。为了进行下一代测序，MALBAC完成后再进行常规PCR进一步扩增。

## 技术平台
在进行MALBAC之前，需要通过各种方法分离单个细胞，包括激光捕获显微切割、微流体装置、流式细胞术或微量移液，然后裂解。MALBAC单细胞全基因组扩增需要进行5个循环地淬灭、延伸、解链和成环。

### MALBAC引物
MALBAC的主要优点是DNA几乎呈线性扩增。使用专门的引物可以使扩增子形成环，从而防止它们在MALBAC的后续循环中进一步扩增。这些引物有35个核苷酸长，有8个可变核苷酸与模板互补结合，还有27个共有核苷酸。共有的核苷酸序列为：GTG AGT GAT GGT TGA GGT AGT GTG GAG。8个可变核苷酸与单链基因组DNA分子随机退火结合。一次延伸后，产生仅在5'末端包含共有核苷酸序列的“半扩增子”。半扩增子后面用作另一轮延伸的模板，然后产生全扩增子，即3'端与5'端序列互补的扩增子。

### 链取代
MALBAC引物具有可变部分，可以随机结合模板DNA。这意味着在任何循环的单个片段上，都可能有多个引物与该片段退火结合。DNA聚合酶，如源自嗜热脂肪芽孢杆菌的DNA聚合酶（Bst聚合酶），能够取代遇到的沿同一方向延申的另一条链的5'末端上游的链。

### 错误率
Bst DNA聚合酶的错误率为1/10000碱基。

## 实验工作流程

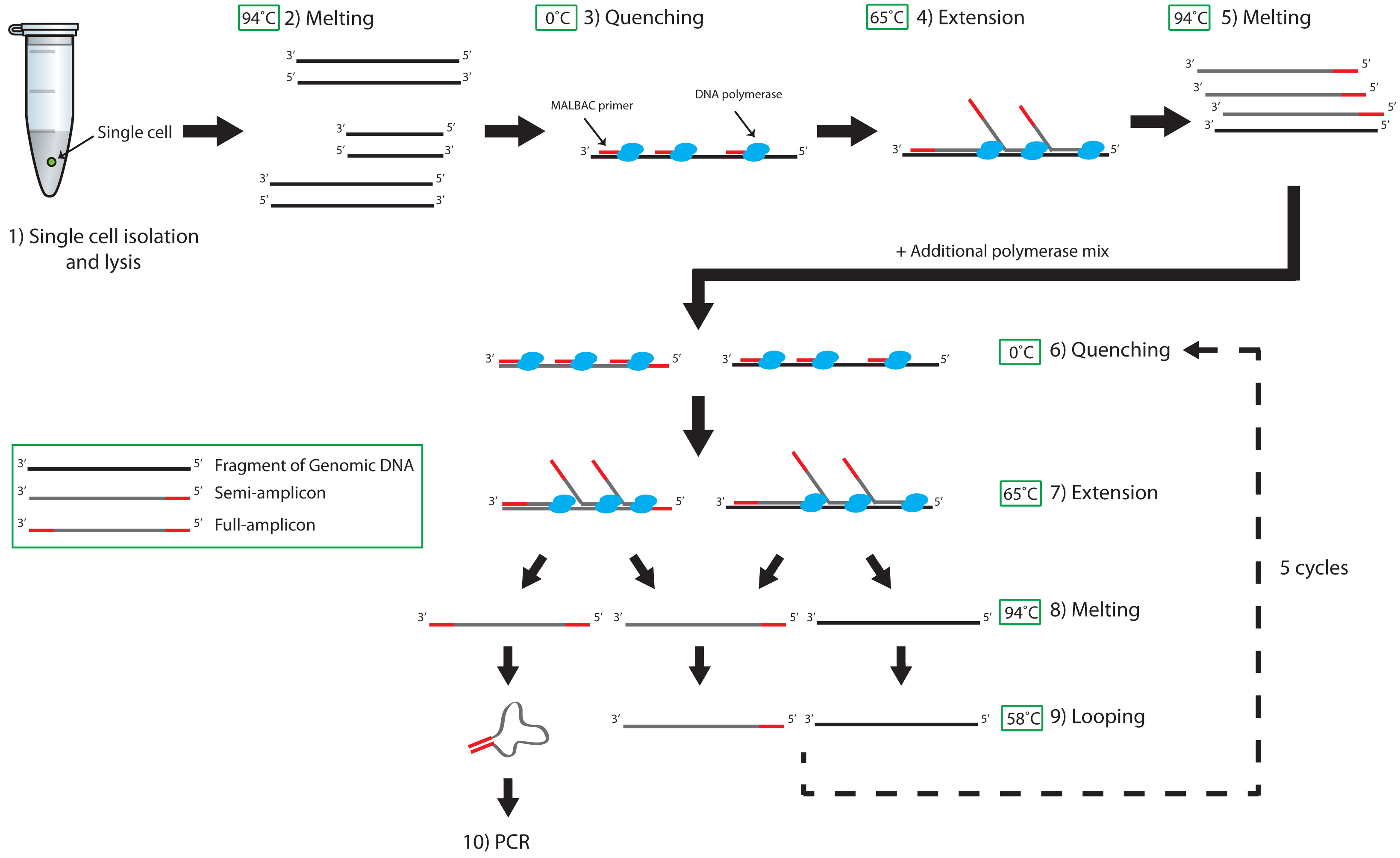
MALBAC实验的工作流程概述。

1. 单细胞分离和裂解 – 从单细胞中分离出的pg级基因组DNA片段（10至100kb）用作模板。
2. 熔解 – 在94°C时，双链DNA分子会熔解成单链形式。
3. 淬灭 – 熔解后，反应立即淬灭至0°C，并将MALBAC引物添加到反应中。
4. 延伸 – Bst DNA聚合酶（大片段）在65°C下将引物延伸2分钟，产生半扩增子。
5. 熔解 – 将反应加热至94°C，以将半扩增子与基因组DNA模板分离。
6. 淬灭 – 反应在0°C下快速淬灭，然后加入相同的聚合酶混合物。MALBAC引物有效结合半扩增子和基因组DNA模板。
7. 延伸 – Bst DNA聚合酶（大片段）在65°C下延伸引物2分钟。在这一步，以半扩增子为模板的扩增为全扩增子，以基因组DNA为模板扩增为半扩增子。
8. 熔化 – 将反应加热至94°C以将扩增子与模板分离。
9. 循环 – 对于完整的扩增子，3'末端序列现在与5'末端互补。在58°C时，两端杂交形成环状DNA。这可以防止完整的扩增子在随后的MALBAC循环中用作模板。
10. 重复步骤6-9 – 5轮的MALBAC线性扩增循环。
11. 常规PCR – MALBAC产物通过PCR进一步扩增。通过使用27个常见核苷酸作为引物，只扩增完整的扩增子。

在PCR结束时，pg级的遗传物质被放大为mg级的DNA，足以进行DNA测序。

## 应用

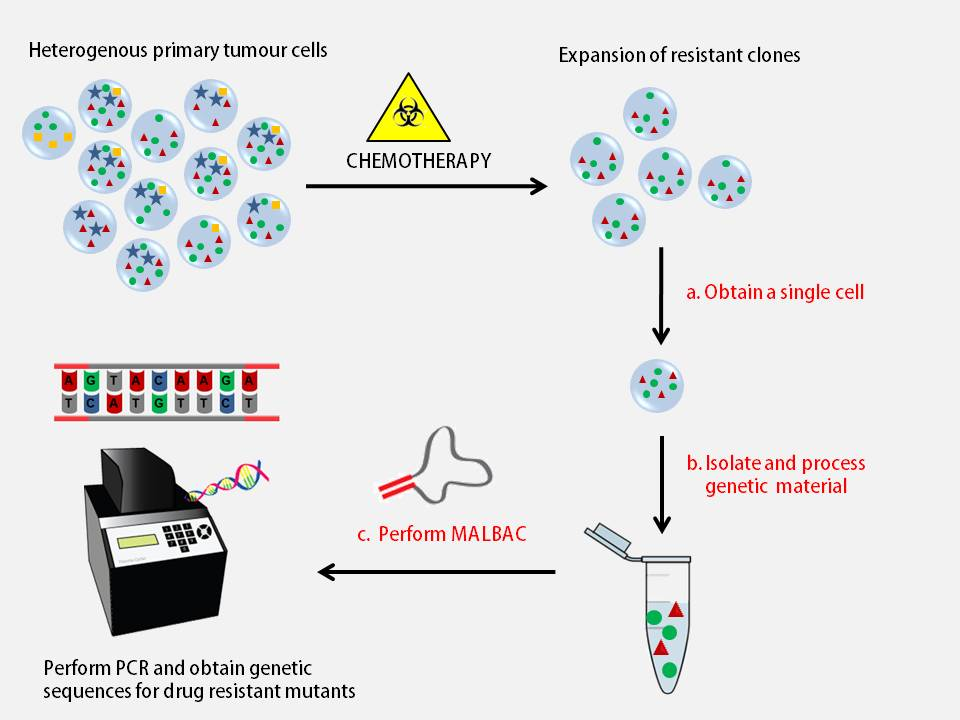
使用MALBAC检测耐药基因。

MALBAC提供了一种从单个细胞扩增DNA的无偏差方法。这种单细胞测序方法具有广泛的应用，其中许多还有待开发。MALBAC可用于分析法医标本、产前遗传疾病筛查、了解生殖细胞的发育或阐明肿瘤的复杂性。在其基础上，这项技术允许研究人员通过单个细胞观察突变累积的频率。此外，它允许检测细胞内和细胞之间的染色体异常和基因拷贝数变异（CNV），并进一步帮助检测导致单核苷酸多态性的不常见突变。
MALBAC在癌症研究领域有很多应用。它可用于检查肿瘤内异质性，识别可能赋予侵袭性或转移性表型的基因，或评估肿瘤产生耐药性的可能性。MALBAC的一项开创性应用发表在2012年12月的《科学》期刊上，描述了使用该技术测量结肠癌细胞系SW4802的突变率。通过对三个同源结肠癌细胞与来自不同谱系的无关结肠癌细胞平行的扩增DNA进行测序鉴定了SNP，没有检测到假阳性。还观察到在SNP中，嘌呤-嘧啶颠换的发生频率很高。单个结肠癌细胞的拷贝数和单核苷酸变异的特征突出了肿瘤内存在的异质性。
MALBAC被用作一种检查生殖细胞之间遗传多样性的方法。通过对来自匿名捐赠者的99个人类精子细胞的基因组进行测序，MALBAC被用于检查涉及单个配子的基因重组事件，来研究基因重组动态及其对男性不育的意义。此外，在单个精子中，MALBAC识别出重复或缺失的染色体，以及可能对生育能力产生负面影响的SNP或复制数变异。

## 优点
与其他单细胞测序技术相比，MALBAC取得了许多重大进展，最重要的是它可以报告一个人类细胞93%的基因组。该技术的一些优势包括减少扩增偏差和增加基因组覆盖率、需要很少的模板DNA、以及低假阳性和假阴性突变率。

### 减少扩增偏差 增加基因组覆盖率
MALBAC扩增后进行全基因组测序，通过使用预扩增的准线性步骤减少了与指数PCR扩增相关的偏差。MALBAC利用5个循环的预扩增和包含27个核苷酸的共有序列、8个核苷酸的可变序列的引物来产生扩增的DNA片段（扩增子），这些片段会自我成环，防止额外的复制和交叉杂交。MALBAC期间，这些环不能用作扩增的模板，因此减少了与PCR中对DNA片段不均匀指数扩增产生的相关扩增偏差。MALBAC被描述为比其他单次测序方法（例如多重置换扩增，简称MDA）具有更好的扩增均匀性。MDA以指数方式扩增DNA，导致了偏差。因此，其他单细胞测序方法相关的扩增偏差导致了基因组的低覆盖率。与其他单细胞测序方法相比，与MALBAC相关的偏差减少，使基因组序列覆盖率上升。

### 只需要很少的模板DNA
当只有一个或几个细胞可用时，MALBAC 可用于扩增DNA并随后对其进行测序，例如用于分析血液中筛选出的肿瘤细胞、产前筛查或法医样本。启动该过程只需要少量起始模板（pg级的DNA），因此它是对单个人体细胞进行测序的理想方法。

### 假阳性、假阴性突变发生率低
单细胞测序通常具有很高的假阴性突变率。假阴性突变率是指未检测到真正突变的概率，这可能是由于等位基因丢失或脱落导致的扩增偏倚造成的。与其他单细胞测序技术相比，MALBAC的序列覆盖均匀性增强了SNP的检测并降低了等位基因丢失率。 当杂合子的等位基因无法扩增，导致检测出“假纯合子”时，等位基因丢失率会增加。这可能是由于DNA模板浓度低，或者模板扩增不均匀导致杂合子的一个等位基因被复制更多。与等位基因丢失率大约为65%的MDA相比，MALBAC要低得多（大约 1%）。与批量测序相比，MDA有41%的SNP检测效率，而MALBAC有76%的SNP检测效率。 据报道，MALBAC的假阳性率也很低。 MALBAC产生的假阳性突变主要是由 DNA聚合酶在第一个扩增循环中引入的错误造成的，并在随后的循环中进一步复制。通过对源自单个细胞的谱系中的2-3个细胞进行测序以验证SNP的存在，以及通过对来自单独谱系的无关细胞进行测序来消除测序和扩增错误，可以消除假阳性。

## 局限
- 由于只需要少量的模板DNA，操作者或环境对目标DNA的污染可能会混淆测序结果[1]。
- 为了完全排除假阳性，有必要将细胞测序结果与从同一谱系内的2-3个细胞获得的结果以及来自不相关谱系的细胞进行比较[1]。
- 用于扩增模板DNA的DNA聚合酶容易出错，并且会在MALBAC的第一个循环中引入测序错误，错误在后面的扩增中复制[1][4]。
- 使用MALBAC在单细胞水平上的基因组覆盖率不如批量测序统一。虽然MALBAC提高了单细胞测序的检测效率，但与批量测序相比，它无法检测大约三分之一的SNP[1][4]。